# اوک پارک (ایلینوی)
اوک پارک، ایلینوی (به انگلیسی: Oak Park, Illinois) یک روستا در ایالات متحده آمریکا است که در ایلینوی واقع شده‌است.

## خصوصیات
اوک پارک ۵۱٬۸۷۸ نفر جمعیت دارد.